# Pogonia yunnanensis
Pogonia yunnanensis é uma espécie de orquídea terrestre de flores vistosas que habita os campos do sudeste do Tibet ao noroeste de Yunnan, na China.